# Моногамія

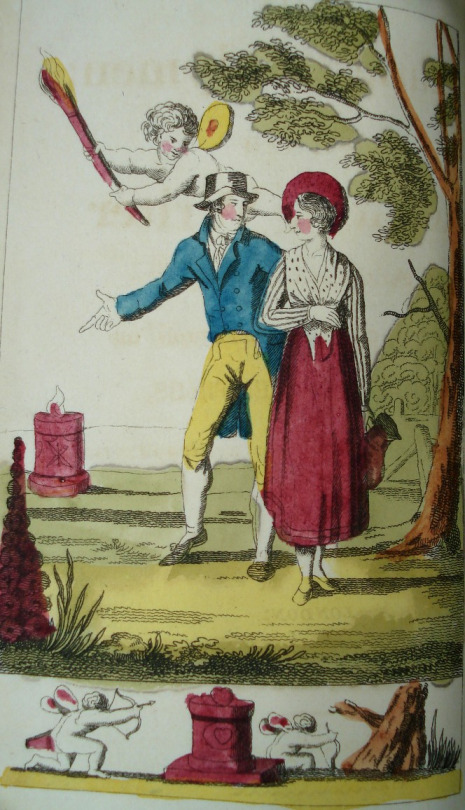

Монога́мія — тип соціальної організації, за якої самець і самиця з однієї переваги віддають одне одному перевагу у спарюванні, ділять гніздо, і, зазвичай, разом виховують потомство. Моногамні тварини переважно створюють пари на все життя, деякі з них навіть не шукають нового партнера в разі загибелі попереднього.
Моногамія — основна форма шлюбу в класових формаціях, яка, проте, упродовж століть у різних регіонах та серед різних народів не була одноманітною; вона варіювалась в залежності від специфіки об'єктивних умов: соціально-економічних, етнічних, конфесійних. Вона виступала і у вигляді конкубінату — фактично шлюбу, юридично не оформленого, характерного для соціально неоднорідних союзів між чоловіком і жінкою, і у вигляді ліверату — передачі шлюбних обов'язків у разі смерті чоловіка його братові або іншому родичеві.

## Нейробіологічні основи моногамії у ссавців
Серед ссавців тільки для 3—5 % видів характерна моногамна соціальна організація. Особливо важливим у вивченні моногамії та формування пар у ссавців став вид полівок Microtus ochrogaster. Ці гризуни живуть парами, разом вирощують потомство, і здебільшого після загибелі партнера не шукають йому заміни. В той же час близькоспоріднені види, такі як M. montanus та M. pennsylvanicus є полігамними: вони не вступають у тривалі зв'язки з іншими особами свого виду, і самці зазвичай не беруть участі у догляді за потомством. Порівняння нейрофізіології моно- та полігамних видів полівок дозволило отримати важливі дані про механізми формування пар у ссавців.

### Роль вазопресину та окситоцину у формуванні зв'язку між партнерами
Ключову роль у забезпеченні моногамії у полівок відіграють два нейропептиди: окситоцин та вазопресин, при чому перший мав більше значення для самиць, а другий — для самців. Центральна ін'єкція окситоцину самицям полівок M. ochrogaster індукувала у них прив'язування до партнера навіть після короткого співжиття без спарювання, схожий ефект мав вазопресин на самців. Антагоністи до рецепторів окситоцину (OTR) та вазопресину (V1aR), викликали пригнічення процесу формування пар.
Аналіз розподілу рецепторів до окиситоцину та вазоперсину показав, що в M. ochrogaster порівняно із немоногамними видами концентрація OTR підвищена у каудальній частині лушпини (лат. putamen) та прилеглому ядрі (лат. nucleus accumbens), а концентрація V1aR — у вентральній частині блідої кулі (лат. globus pallidus), медіальній частині мигдалеподібного тіла (лат. corpus amygdaloideum) та медіодорзальному таламусі. У моно- та полігамних видів також були виявлені високі концентрації OTR у префронтальній корі, а V1aR — у латеральній частині септального ядра.

### Механізм формування зв'язку між партнерами
Деякі із ділянок, в яких спостерігається підвищена концентрація вазопресинових та окситоцинових рецепторів у моногамних видів, зокрема префронтальна кора, прилегле ядро та вентальна частина білдої кулі, задіяні у формуванні зв'язку між партнерами, ці ж частини мозку пов'язані із дофамінергічним мезолімбічномим шляхом, що є важливою частиною системи винагород (англ. reward system). Мезолімбічний шлях також забезпечує формування умовних рефлексів, пов'язаних із задоволенням (наприклад наркомани віддають перевагу перебуванню у місцях, де вони приймали наркотики). На основі цих даних робляться припущення про те, що формування зв'язку між партнерами може відбуватись на основі умовного рефлексу, при якому виникає асоціація між задоволенням від спарювання (безумовний подразник) та специфічним запахом партнера (умовний подразник). Це припущення підтверджується спостереженням, що виділення дофаміну у прилягаючому ядрі необхідне для формування пар у M. ochrogaster. Вазопресин та окситоцин у цій схемі відповідають за розпізнавання партнера по запаху. На користь ролі нейропептидів у соціальних взаємодіях свідчить те, що нокаутні по гену окситоцину миші та пацюки із нокдауном гену V1aR не здатні впізнавати знайомих особин свого виду по запаху, хоча інші нюхові здібності в них ніяк не пошкоджені.
Під час спарювання концентрація дофаміну в прилягаючому ядрі збільшується і в полігамних видів, наприклад у пацюків, проте для формування постійних пар важливий саме зв'язок системи нагород із окситоциновими (у самиць) та вазопресиновими (у самців) шляхами, що відповідають за впізнавання партнера по запаху. Одночасна активація цих двох систем і забезпечує утворення необхідного умовного рефелксу. У полігамних видів система нагород і система впізнавання інших особин розімкнена через низький вміст рецепторів до окситоцину та вазопресину у відповідних ділянках мозку. Щоб перевірити цю гіпотезу формування зв'язку між партнерами Юнг  та співробітники генетично модифікували немоногамний вид M. pennsylvanicus, таким чином, щоб у цих тварин відбувалась надекспресія рецептора вазопресину V1aR у вертральній частині блідої кулі. Трансгенні самці справді ставали більш «вірними»: після співжиття і спарювання із самицею, вони і надалі віддавали перевагу саме їй, а не іншим полівкам.

### Генетичні причини моногамії полівок
Генетичні відмінності між моногамним M. ochrogaster та полігамними видами найдетальніше вивчені на прикладі гену рецептора до вазопресину Avpr1a. Порівняння послідовності самого цього гену показало, що він має надзвичайно високий рівень гомології у досліджуваних видів, проте на відстані 660 п.н. вище від точки початку транскрипції цього гену знаходиться мікросателітна послідовність, в M. ochrogaster вона має довжину приблизно 500 п.н., а в немоногамних видів — значно коротша. Експериментальні дані дозволяють припустити, що ця послідовність специфічно регулює експресію гену Avpr1a в різних типах клітин. Саме мутація в цій ділянці могла призвести до виникнення монгамії в M. ochrogaster.
У людини було виявлено три поліморфні мікросателітні послідовності вище гену Avpr1a, деякі варіанти однієї із них асоційовані із аутизмом.